# Scopula intaminata
Scopula intaminata är en fjärilsart som beskrevs av Louis Beethoven Prout 1913. Scopula intaminata ingår i släktet Scopula och familjen mätare. Inga underarter finns listade.